# يوكو غوتو
يوكو غوتو (後藤邑子 غوتو يوكو) مؤدية أصوات يابانية ولدت في 28 أغسطس في أيتشي.

## أدوارها في الأنمي

### مسلسلات أنمي تلفزيونية
- كآبة هاروهي سوزوميا - ميكورو أساهينا
- النجم المحظوظ - غوتوزا
- أراكاوا أندر ذا بريدج - جاكلين
- أراكاوا أندر ذا بريدج x بريدج - جاكلين
- كود جياس لولوش المتمرد R2 - أنيا ألستريم، مونيكا كروزوسكي
- اختطاف الذئب - كاوري مانا
- سايونارا زِتسبو سينسيه - أبيرو كوبوشي
- زوكو سايونارا زِتسبو سينسيه - أبيرو كوبوشي
- زان سايونارا زِتسبو سينسيه - أبيرو كوبوشي
- الخادم الأسود - مينا
- Special A - هيكاري هانازونو
- جيغوكو شوجو ميتسوغاناي - ميوي هاتسومي
- كوينز بليد: المحاربة المتجولة - ميناس
- كوينز بليد: وريثة العرش - ميناس
- الفتاة الساحرة مادوكا ماجيكا - جونكو كانامي
- خادمة الآنسة كوباياشي تنين - جوجي سايكاوا

### أنمي الإنترنت
- كآبة سوزوميا هاروهي-تشان - ميكورو أساهينا
- نيورون تشورويا-سان - ميكورو أساهينا

### أوفا أنمي
- غوكو سايونارا زِتسبو سينسيه - أبيرو كوبوشي
- كوينز بليد: المحاربات الجميلات - ميناس
- الفتاة الساحرة مادوكا ماجيكا: حكاية البداية - جونكو كانامي

### أفلام أنمي
- اختفاء هاروهي سوزوميا - ميكورو أساهينا
- الفتاة الساحرة مادوكا ماجيكا: حكاية البداية - جونكو كانامي
- الفتاة الساحرة مادوكا ماجيكا: حكاية الأبدية - جونكو كانامي

## وصلات خارجية
- يوكو غوتو على موقع IMDb (الإنجليزية)
- يوكو غوتو على موقع ميوزك برينز (الإنجليزية)
- يوكو غوتو على موقع ديسكوغز (الإنجليزية)
- يوكو غوتو على موقع قاعدة بيانات الفيلم (الإنجليزية)
- يوكو غوتو على موقع كينوبويسك (الروسية)
- يوكو غوتو على موقع ANN person (الإنجليزية)